# مطلع الفجر (رادار)
عائلة رادارات مطلع الفجر هي منظومة رادارية متكاملة إيرانية الصنع والتصميم والتي لديها القدرة على المراقبة الجوية وكشف وتحديد الأهداف في نطاق ثلاثي الأبعاد في مدى 500 كيلومتراً كما في الجيل الثالث من عائلة مطلع الفجر الرادارية والتي أُطلِقَ عليها (مطلع الفجر 3)

## الخصائص

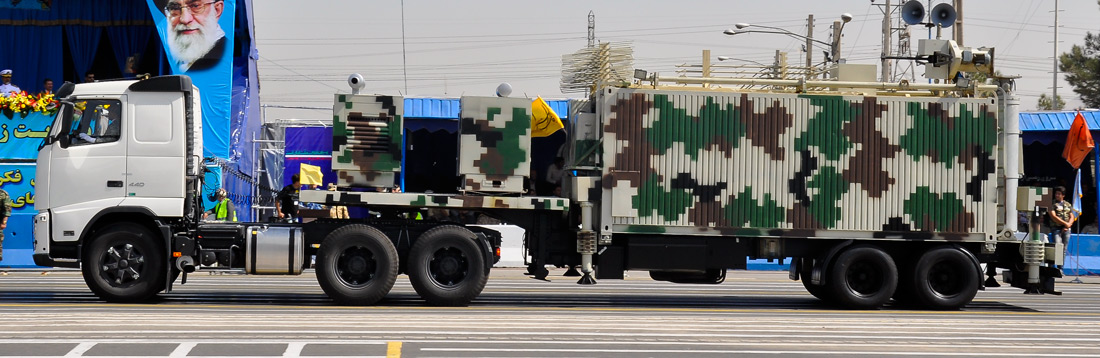
رادار مطلع الفجر إيراني الصنع

تتمتع عائلة رادارات مطلع الفجر بإمكانية كشف ورصد الأهداف على ارتفاعات منخفضة ومتوسطة وعالية وفي فترة زمنية وجيزة. وبه استطاعت جمهورية إيران رصت 1.5 مليون رحلة جوية (طائرات مدنیة، مقاتلات، طائرات دون طیار). وذلك خلال الفترة من (مارس 2016 إلى مارس 2017).
ومهمة مطلع الفجر استكشاف ومتابعة الأهداف الجوية لمسافة تفوق 500 كيلومتر في بعض نسخها، ولها القابلية على تحديد مواقع مختلف الطائرات الحربية والمسيرة في نطاق تغطيتها.
- رادار مطلع الفجر 1

(VHF band)
(2d)
مدی الرادار: 300 كيلومتر.
ارتفاع الرادار: 20 كيلومتر.
يتعامل رادار مطلع الفجر 1 مع 100 هدف جوي.
- رادار مطلع الفجر 2

(VHF band)
(3d)
مدی الرادار: 480 كيلومتر.
إرتفاع الرادار: 14 كيلومتر.
يتعامل رادار مطلع الفجر 2 مع أكثر من 100 هدف جوي.

### النُسَخ
- رادار مطلع الفجر 1

هو الجيل الأول لهذه العائلة ويأتي ضمن الرادارات ذات المدى المتوسط والعالي وفي إطار الموجة «في اج اف» ويغطي 360 درجة ويبلغ مداه نحو 300 كيلومتر ويبلغ سقف ارتفاع تغطيته 20 ألف متر. ومن خصائص الرادار القدرة على القفز الذبذبي وامتلاكه منظومة مواجهة الحرب الإلكترونية والقدرة على تعقب 100 هدف بالتزامن معاً والاحتفاظ بماضي الأهداف. عند الإعداد الكامل يصل ارتفاع النظام إلى ثمانية أمتار ويستخدم 12 هوائي «ياغي» مثبتة في صفين. النظام كله، التي تحتوي على الهوائيات، أدوات الإعداد، تجهيز، السيطرة وعرض وحدات، أجهزة الاتصالات ومولد الطاقة كلها مثبتة على مقطورة لتحقيق التنقل جيدة جداً. وقد تم تجهيز الرادار أيضاً مع إكم البقاء على قيد الحياة في بيئة الحرب الإلكترونية. يمكن لمرة الفجر استخدام 100 ترددات مختلفة. وقد شوهد لأول مرة في المسيرات العسكرية ولكن تم الإشارة إليها رسمياً في عام 2010م.
- رادار مطلع الفجر 2

بدأ مشروع إيراني طموح لتعزيز قدرات الرادار وذلك من قبل شركة صا إیران وجامعة أصفهان للتكنولوجيا. بدأ إنتاج هذا النموذج والذي يسمى مطلع الفجر 2 في عام 2012م. رادار «مطلع الفجر 2» هو رادار ثلاثي الأبعاد متحرك بعيد المدى للمراقبة الجوية والإنذار المبكر في إطار موجة «في اج اف» حيث بإمكانه العمل بصورة مستقبلة أو كجزء من منظومة دفاع جوي وبطبيعة الحال جزءاً من الشبكة الشاملة للدفاع الجوي. يَستَخدِم رادار مطلع الفجر قناتين منفصلتين للكشف ويتم تثبيته على ظهر الشاحنات الثقيلة لتعزيز التنقل. نظراً لطبيعة تردده، فإنه يمكن الكشف عن أهداف الرادار المقطع العرضي المنخفضة مثل الطائرات الشبح وصواريخ كروز مع دقة منخفضة في نطاقات أقصر. لهذا الرادار القدرة على العمل في جميع الظروف الجوية وكشف الأهداف حتى مدى 480 كيلومتر وكذلك الأهداف ذات المقطع العرضي الضئيل. وتم زيادة المدى في الرادار «مطلع الفجر 2» مقارنةً مع جيله السابق «مطلع الفجر 1» بنسبة 60 بالمائة.
- رادار مطلع الفجر 3

مطلع الفجر 3 هو الجیل الثالث لعائلة رادارات مطلع الفجر. هذا الرادار أكثر تطوراً من مطلع الفجر 2 ومداه 500 كيلومتر. حيث له القابلية على استكشاف الأهداف المتحركة مطلع الفجر 3 هو رادار إنذار مبكر ويُستَخدَم في منظومة باور 373.